# Mallerenga elegant
La mallerenga elegant (Pardaliparus elegans) és una espècie d'ocell passeriforme que pertany a la família Pàrids endèmica de les Filipines.

## Taxonomia
L'espècie originalment va ser classificava en el gènere Parus, posteriorment es va traslladar al gènere Periparus i finalment el 2013 pels estudis filogenètics, es va traslladar a Pardaliparus al costat de la mallerenga ventregroga i de la mallerenga de Palawan.

## Subespècies
Es reconeixen nou subespècies:
- P. e. edithae (McGregor, 1907) - nord de Filipines (Calauan i nord de Camiguin)
- P. e. montigenus (Hachisuka, 1930) - nord de Filipines (nor-oest de Luzon)
- P. e. gilliardi (Parkes, 1958) - nord de Filipines (Península de Bataan)
- P. e. elegans (Lesson, RP, 1831) - Filipines (centre i sud de Luzon, Panay, Mindoro i Catanduanes)
- P. e. albescens (McGregor, 1907) - Filipines (Guimaras, Masbate, Negros i Ticao)
- P. e. visayanus (Hachisuka, 1930) - Filipines (Cebu)
- P. e. mindanensis (Mearns, 1905) - Philippines (Samar, Leyte, Biliran and Mindanao)
- P. e. suluensis (Mearns, 1916) - arxipèlag de Sulu (Jolo, Tawitawi i Sanga Sanga)
- P. e. bongaoensis (Parkes, 1958) - illa Bongao (arxipèlag de Sulu)

## Descripció
La mallerenga elegant s'assembla a la mallerenga de Palawan. És menuda, de sexes semblants, la major part del cap és negre, la gola i el coll també són negres i les parts inferiors grogues. Les ales són negres amb taques blanques. L'esquena del mascle és negra, mentre que la de la femella és verda olivàcia. Es diferencia de la de Palawan en què té les galtes grogues i una línia groga a la part posterior del cap.

## Distribució i hàbitat
Es troba a la major part de l'arxipèlag filipí, excepte al subarxipèlag de Palawan.
L'hàbitat natural són els boscos húmers tropicals.